# Мербаал (царь Арвада)
Мербаал (Мербал, Макарбаал; «Дар Баала»; финик. 𐤌𐤄𐤓𐤁𐤏𐤋, Mer-ba‘al, Makar-ba‘al) — царь Арвада в начале V века до н. э.

## Биография

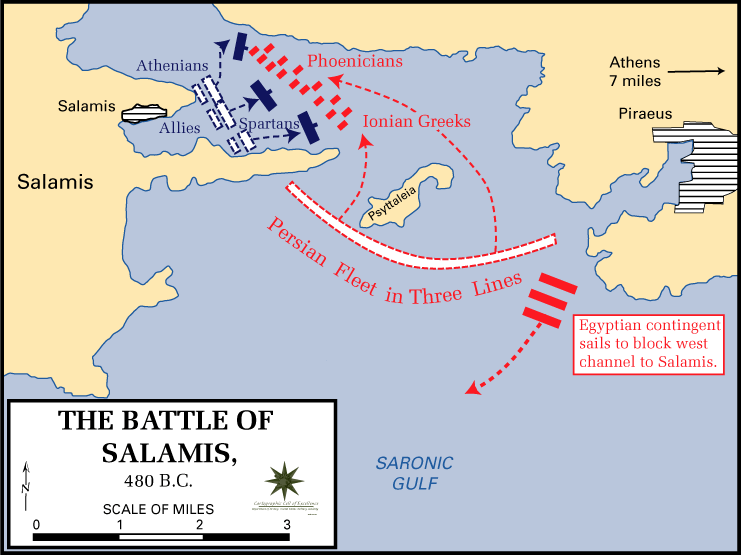
Битва при Саламине

Мербаал упоминается в «Истории» Геродота. Об участии финикийцев в Греко-персидских войнах также сообщается в «Исторической библиотеке» Диодора Сицилийского.
В труде Геродота отцом Мербаала назван некий Агбаал. Возможно, на финикийском языке имя отца Мербаала должно звучать как Азибаал. Однако владел ли Агбаал царским титулом, точно не установлено. Никаких данных о происхождении и родственных связях семьи Мербаала с более ранними правителями Арвада не сохранилось. Предшествовавшим Мербаалу достоверно известным из исторических источников арвадским царём был Азибаал I, правление которого приблизительно датируется серединой VII века до н. э.
Согласно Геродоту, Мербаал был одним из финикийских владетелей, подчинявшихся верховной власти правителя Ахеменидской державы Ксеркса I. По приказу персидского царя в 480 году до н. э. он вместе с царями Табнитом I из Сидона и Маттаном III из Тира принял участие в походе в Грецию. Финикийцы, издревле бывшие искусными мореходами, составляли основу флота Ахеменидов: они предоставили в распоряжение Ксеркса 300 триер из 1207-и участвовавших в походе. Однако в битве при Саламине персидский флот потерпел сокрушительное поражение от намного меньшего по численности греческого флота, возглавлявшегося Фемистоклом. Подстрекаемый Мардонием Ксеркс I повелел казнить многих финикийских корабелов, по его мнению, виновных в неудачном для персов исходе сражения. Был ли среди них и Мербаал — неизвестно. По свидетельству Диодора Сицилийского, остатки флота финикийцев, не дожидаясь разрешения персидского царя, покинули прибрежные воды Аттики и отплыли к себе на родину.
О непосредственных преемниках Мербаала на арвадском престоле сведения отсутствуют. Сохранились изготовленные в V—IV веках до н. э. монеты с надписью «царь Арвада», но имена этих правителей или не указаны, или не поддаются точной идентификации. Неизвестный по имени арвадский царь в середине IV века до н. э. участвовал в антиперсидском восстании, после подавления которого в 351 году до н. э. монархическая форма правления в городе была временно ликвидирована. Снова в нарративных источниках о царях Арвада упоминается только в 330-х годах до н. э., когда престол занимали Герострат и его сын Абдастарт.